# Lola THL1
La Lola THL1 è un'autovettura di Formula 1 realizzata nel 1985.

## Sviluppo
La THL1 (il cui nome stava per Team Haas Lola 1) fu la prima vettura impiegata dal team statunitense Haas Lola nel mondiale di Formula 1 del 1985. Venne progettata da Neil Oatley e John Baldwin ed era sponsorizzata dalla Beatrice Foods.

## Tecnica
La vettura venne assemblata dalla società FORCE (Formula One Race Car Engineering ltd.). Il propulsore impiegato dalla vettura era un Hart 415T dalla potenza di 750 cv gestito da una cambio manuale Force/Hewland a sei rapporti. Il telaio monoscocca con struttura a nido d'ape era realizzato in alluminio e fibra di carbonio. L'impianto frenante era costituito da freni a disco ventilati.

## Attività sportiva
La prima corsa della THL1 avvenne al GP d'Italia del 1985 pilotata dall'ex campione del mondo Alan Jones. Purtroppo le cose non andarono bene a causa di problemi di affidabilità del propulsore e il pilota australiano, partito dal fondo dello schieramento, dovette ritirarsi. Stessa cosa avvenne anche al GP d'Europa a Brands Hatch e al GP d'Australia.
Causa ritardi nello sviluppo del motore Ford desitano alla nuova THL2, fu utilizzata ancora nelle prime gare del 1986.